# Bieruń
Bieruń is een stad in het Poolse woiwodschap Silezië, gelegen in de powiat Bieruńsko-lędziński. De oppervlakte bedraagt 40,31 km², het inwonertal 19.724 (2005).

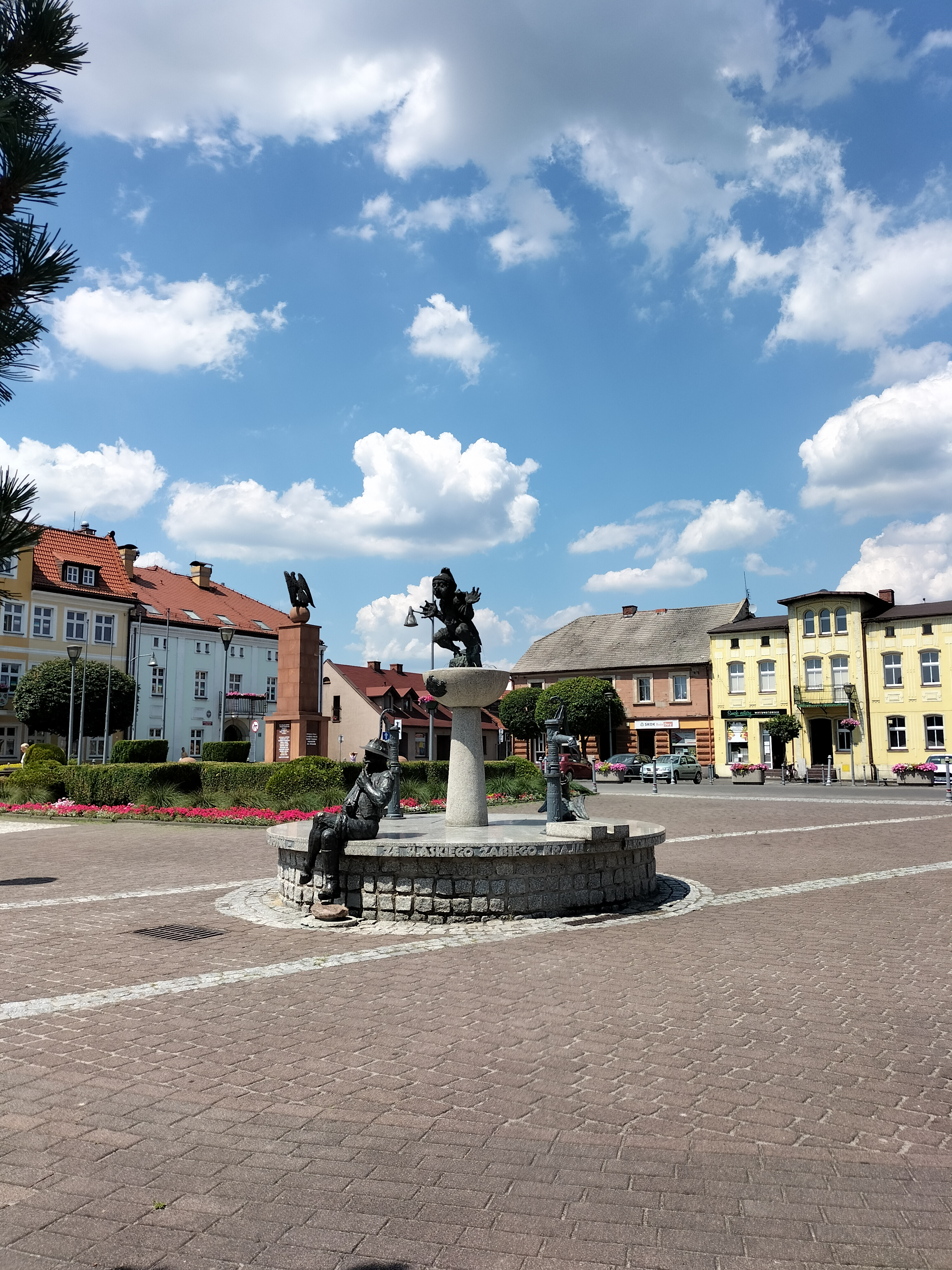